# Air Canada Tango

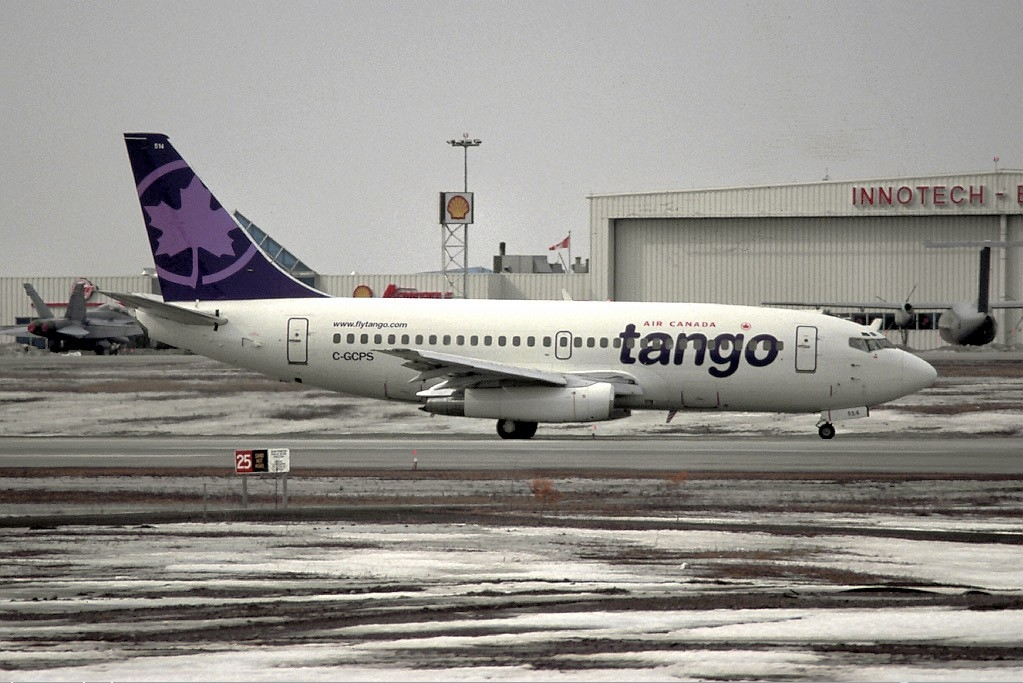
Boeing 737-200

Air Canada Tango war eine virtuelle Fluggesellschaft und ein Tochterunternehmen der Air Canada, über das Billigflüge angeboten wurden.

## Geschichte
Die Gesellschaft wurde im Jahr 2001 gegründet, um auf einigen Air-Canada-Routen einen No-Frills-Service anbieten zu können; Ziel war, die Kosten des Unternehmens zu senken. Air Canada Tango war in Toronto basiert und führte Flüge zwischen Städten wie Toronto, Ottawa, Montreal, Calgary und Vancouver sowie einigen Urlaubszielen in den USA und Mexiko, wie Fort Lauderdale, Seattle, Tampa und Mexiko-Stadt durch. Die Fluggesellschaft wurde im November 2001 mit einer Flotte von 12 Airbus A320 und neun Boeing 737-200 gegründet, wenngleich im Jahre 2004 der Flugbetrieb wieder eingestellt wurde.
Air Canada benutzt den Namen „Tango“ weiterhin für die billigste Preiskategorie.

## Flotte
Die Flotte der Air Canada Tango bestand aus 13 Airbus-A320 und 6 Boeing 737-200. Air Canada-Tango-Flugzeuge verfügten lediglich über eine Economy-Class-Konfiguration, später wurde eine den normalen Air-Canada-Flügen ähnelnde Business Class eingeführt und die Flugzeuge erhielten eine lila Bemalung.

## Trivia
Der Name ist eine Abkürzung für „Tan and Go“, der den geplanten Service zu Winterzielen repräsentieren sollte. 2002 wurde mit für die Regionalmarke Air Canada Jazz erneut ein Musikthema gewählt.